# RPK-3 (ミサイル)

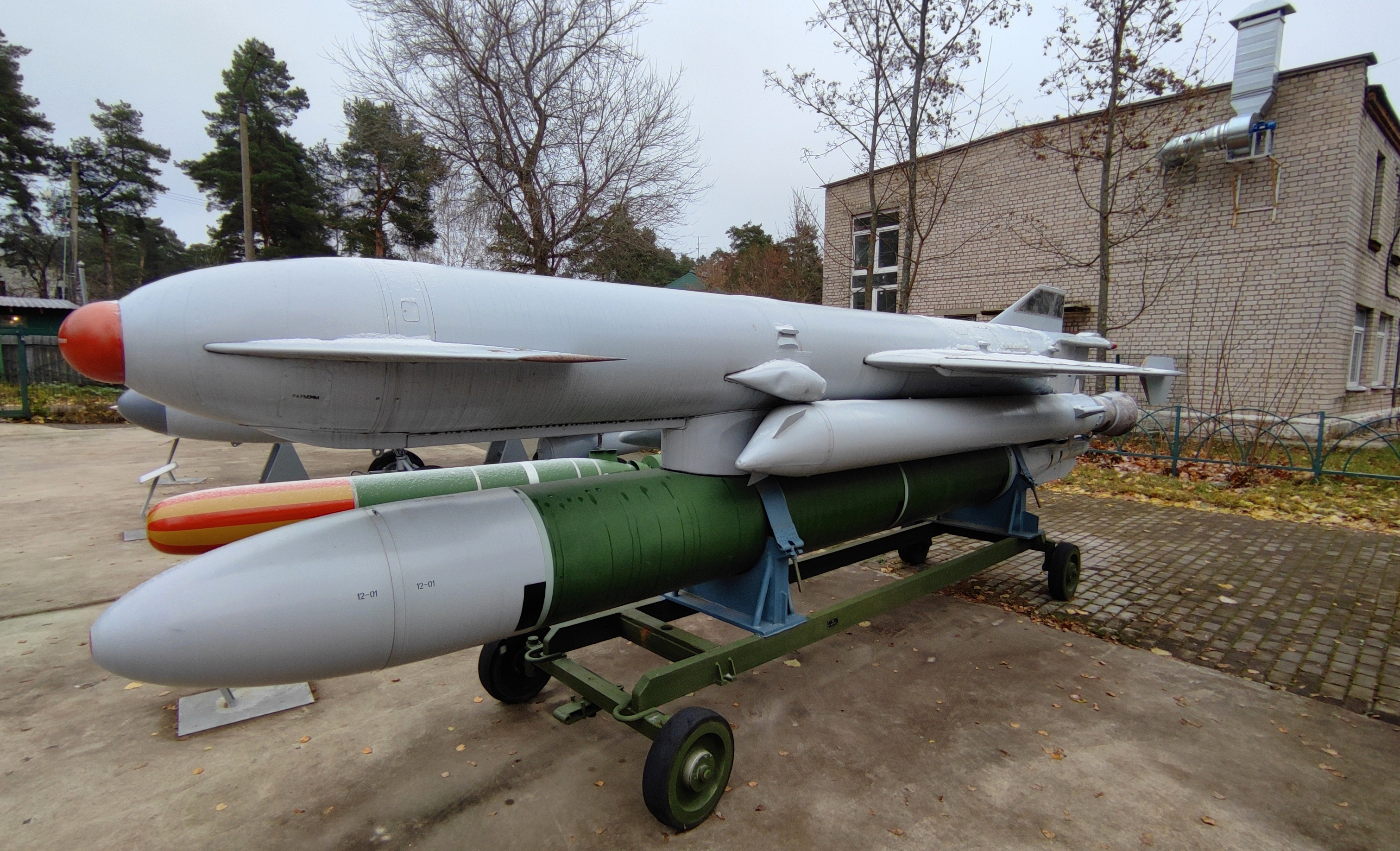
85RU型ミサイル。ミサイルの下に魚雷が付いている特徴的な構造となっている。

URPK-3「メテル」（ロシア語: УРПК-3 «Метель»）は、ソビエト連邦で開発された対潜ミサイル・システム。後に派生型のURPK-4、また艦対艦ミサイルを兼用できるようになったURPK-5「ラストルブ」に発展した。なお愛称の「メテル」とは「吹雪」の意味。
西側諸国においては、アメリカ国防総省（DoD）識別番号としてはSS-N-14、NATOコードネームとしては「サイレクス」（Silex：石英ガラスの意）と呼ばれた。また当初は対艦ミサイルと誤認して、SS-N-10のDoD識別番号が付与されていた時期もあった。

## 概要
1960年代初頭より、ラドゥガ設計局では本システムの開発に着手していた。しかし開発は計画より遅延し、当初本システムを搭載するよう計画されていた1134型防空・対潜艦（クレスタI型）は搭載を断念し、艦対艦ミサイルを主兵装とするミサイル巡洋艦に転換せざるをえなかった。最終的に、引渡しは1973年までずれ込むことになった。
本システムは、アメリカ海軍のRUR-5「アスロック」など先行して開発された対潜ミサイルと同様、ロケットによって対潜魚雷（533mm径のAT-2U/-2UM）を遠方へ投射するものであり、飛翔経路上では火器管制レーダーによって追尾されるという点でも同様であった。アスロックの場合、例えば海上自衛隊のたかつき型護衛艦ではMk.56 砲射撃指揮装置が用いられていたのに対し、本システムでは、通常、M-11「シュトルム」艦対空ミサイル・システム用の4R60「グロム」が用いられていた。ただし最大射程については、アスロックの10,000ヤード (9,100 m)に対して、85Rで55kmと、はるかに長射程であった。また1980年代中盤には、400mm径とより小型のUMGT/UMGT-1短魚雷を弾頭とすることで、最大射程90kmとさらに延伸するとともに、対水上攻撃能力を付与した85RU型ミサイルも実用化された。なお、特に85R型ミサイルは故障や事故が頻発し、危険であったとされている。
システム名称としては、当初KT-100 4連装発射機とともに1134A型大型対潜艦（クレスタII型）および1134B型大型対潜艦（カーラ型）に搭載されたものがURPK-3、横長のKT-M-1135発射機を使用するよう変更されて1135型大型対潜艦（クリヴァク型）に搭載されたものがURPK-4、上記の85RU型ミサイルを使用して対潜・対艦兼用となったものがURPK-5とされている。

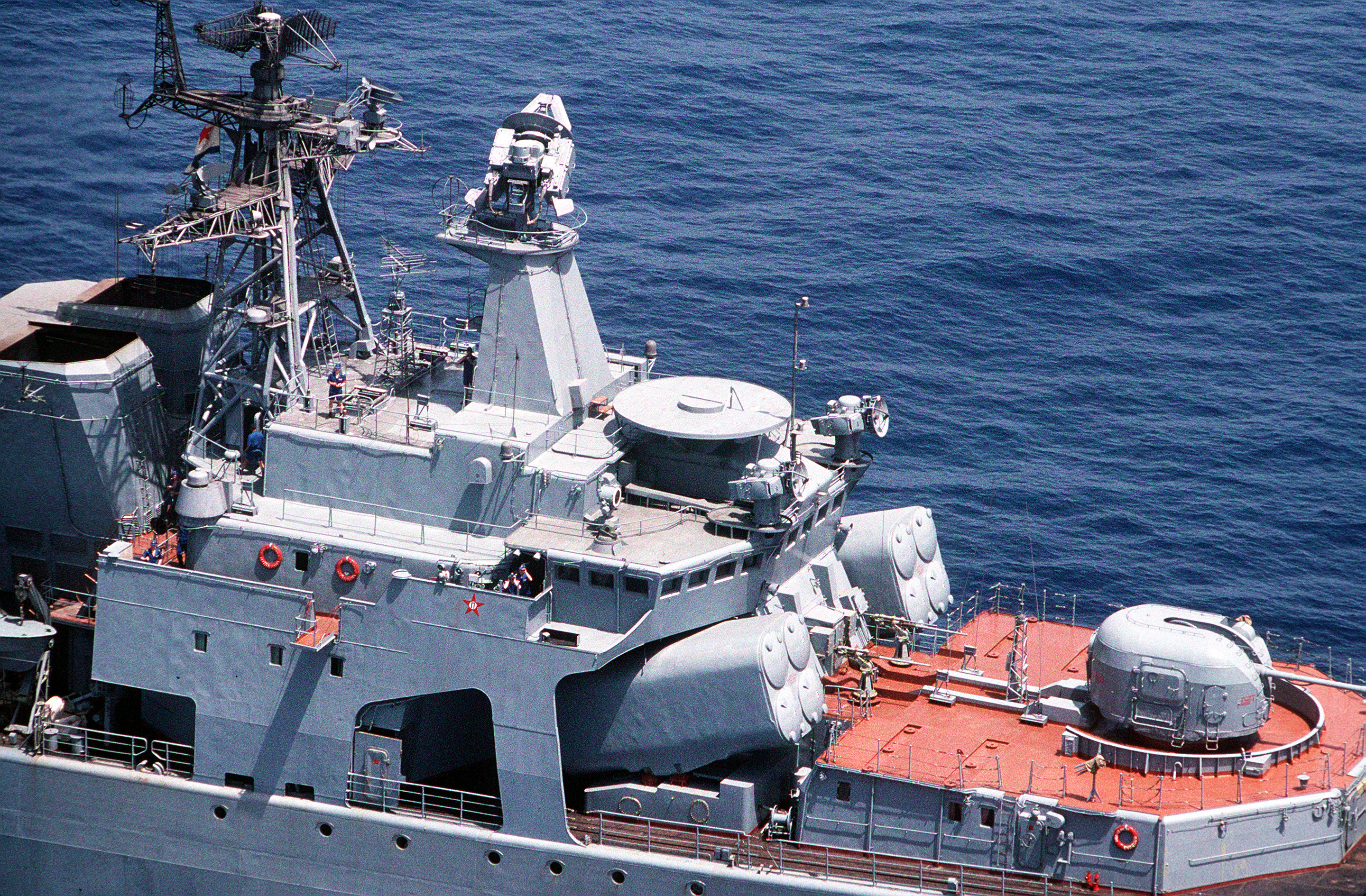
URPK-3で用いられたKT-100 4連装発射機
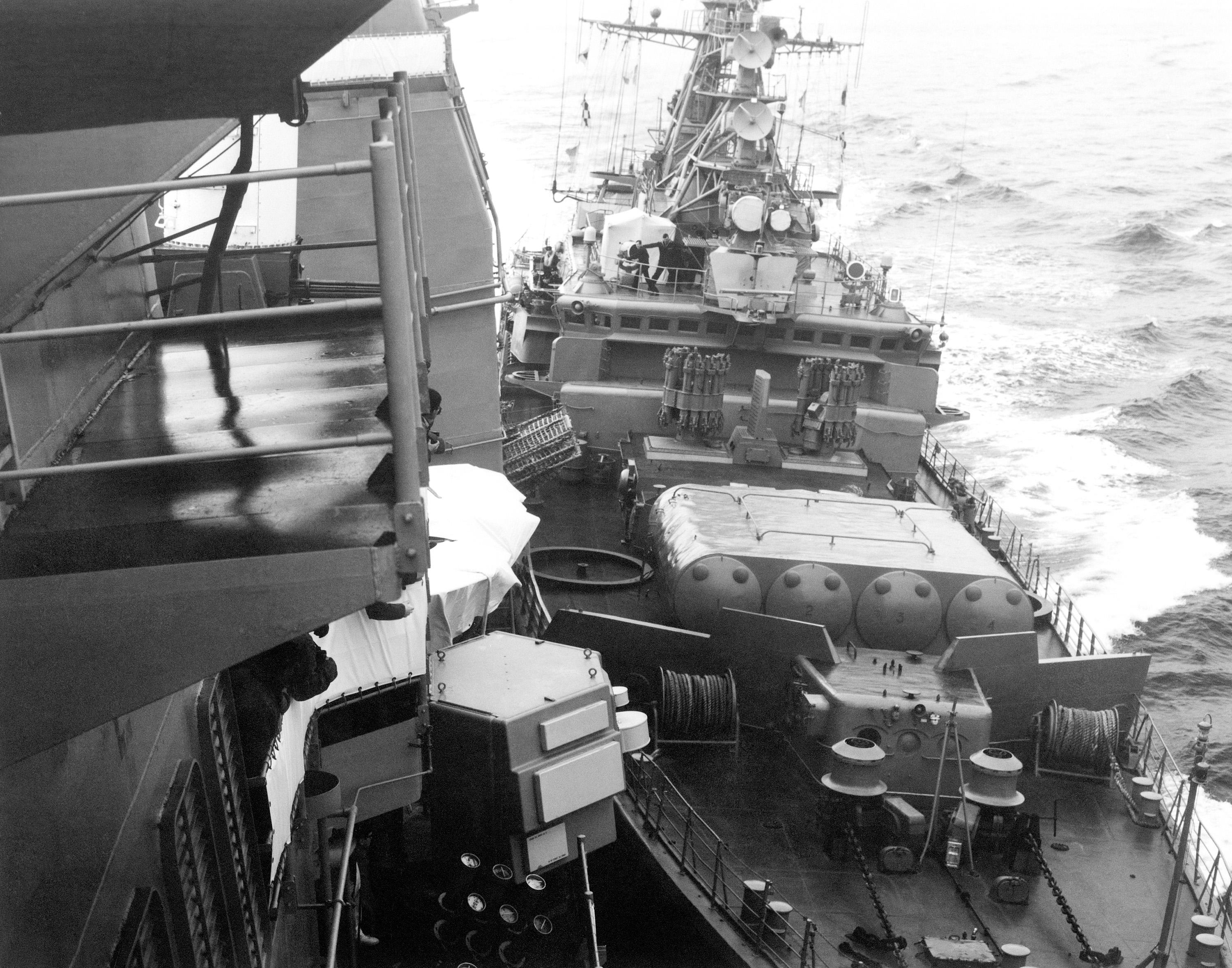
URPK-4で用いられたKT-M-1135 4連装発射機

|          | 85R                 | 85RU                |
| -------- | ------------------- | ------------------- |
| 全長     | 7.4 m               | 7.2 m               |
| 翼幅     | 2.4 m               |                     |
| 胴体直径 | 0.54 m              | 0.57 m              |
| 発射重量 | 3.8 t               | 4.0 t               |
| 射程     | 55 km               | 90 km               |
| 飛翔高度 | 600〜800m           | 400〜750m           |
| 飛翔速度 | マッハ0.95 (290m/s) | マッハ0.95 (290m/s) |
| 搭載魚雷 | AT-2U / AT-2UM      | UMGT / UMGT-1       |